# Anywhere I Lay My Head
Anywhere I Lay My Head é o álbum de estreia da cantora e atriz Scarlett Johansson, que foi lançado no verão de 2008, mais precisamente em 16 de maio de 2008. Em outubro de 2006, a Fox News deu a notícia de que Scarlett estaria em estúdio gravando o álbum, que se constituiria de versões cover das músicas de Tom Waits, com participação de David Bowie.

## Lista de faixas
| N.º | Título                                                     | Duração |  |
| 1.  | "Fawn" (canção original de Alice)                          | 2:32    |  |
| 2.  | "Town with No Cheer" (de Swordfishtrombones)               | 5:03    |  |
| 3.  | "Falling Down" (de Big Time)                               | 4:55    |  |
| 4.  | "Anywhere I Lay My Head" (de Rain Dogs)                    | 3:38    |  |
| 5.  | "Fannin Street" (de Orphans: Brawlers, Bawlers & Bastards) | 5:06    |  |
| 6.  | "Song for Jo"                                              | 4:09    |  |
| 7.  | "Green Grass" (de Real Gone)                               | 3:33    |  |
| 8.  | "I Wish I Was in New Orleans" (de Small Change)            | 3:59    |  |
| 9.  | "I Don't Wanna Grow Up" (de Bone Machine)                  | 4:11    |  |
| 10. | "No One Knows I'm Gone" (de Alice)                         | 2:57    |  |
| 11. | "Who Are You" (de Bone Machine)                            | 4:20    |  |

| faixa bônus da iTunes Store deluxe edition |                                            |         |  |
| N.º                                        | Título                                     | Duração |  |
| 12.                                        | "Yesterday Is Here" (de Franks Wild Years) | 2:44    |  |
| 13.                                        | "I'll Shoot the Moon" (de The Black Rider) | 4:11    |  |
| 14.                                        | "Falling Down" (video)                     | 3:58    |  |

| Faixa bônus da edição japonesa |                                            |         |  |
| N.º                            | Título                                     | Duração |  |
| 12.                            | "Yesterday Is Here" (de Franks Wild Years) | 2:44    |  |